# Minister für den Austritt aus der Europäischen Union
Der Minister für den Austritt aus der Europäischen Union (englisch Secretary of State for Exiting the European Union) führte das Ministerium, das den EU-Austritt des Vereinigten Königreichs betreute, und übernahm die politische Verantwortung für den Ablauf der Austrittsverhandlungen. Er war Mitglied des Kabinetts des Vereinigten Königreichs und verfügte über einen Ministerialrat (englisch Permanent Secretary) für die tägliche Arbeit.
Das Ministerium wurde geschaffen, nachdem die britischen Wähler im EU-Mitgliedschaftsreferendum 2016 für einen Austritt ihres Landes aus der Europäischen Union gestimmt hatten. Mit dem vollzogenen Austritt am 31. Januar 2020 wurde es aufgelöst.

## Minister für den Austritt aus der Europäischen Union
| Name            | Porträt | Eintritt          | Austritt          | Politische Partei  |
| --------------- | ------- | ----------------- | ----------------- | ------------------ |
| David Davis     |         | 13. Juli 2016     | 8. Juli 2018      | Conservative Party |
| Dominic Raab    |         | 9. Juli 2018      | 15. November 2018 | Conservative Party |
| Stephen Barclay |         | 16. November 2018 | 31. Januar 2020   | Conservative Party |

Siehe auch:
Vertrag von Lissabon: Austritt